# Adrian Sălăgeanu
Adrian Ioan Sălăgeanu (Carei, 9 aprile 1983) è un ex calciatore rumeno, di ruolo difensore.

## Carriera

### Club
Dopo aver giocato principalmente nel campionato rumeno, nel 2008 viene acquistato dall'Oțelul Galați.

## Palmarès

### Club

#### Competizioni nazionali
- Campionato rumeno: 1

Oțelul Galați: 2010-2011
- Supercoppa di Romania: 1

Oțelul Galați: 2011